# NGC 3026
NGC 3026 este o intermediate spiral galaxy⁠(d) situată în constelația Leul. A fost descoperită în 22 mai 1886 de către Lewis A. Swift. Se află la o distanță de 15,85 megaparseci de Pământ.